# Стефан Нюстранд
Стефан Нюстранд (20 жовтня 1981) — шведський плавець.
Учасник Олімпійських Ігор 2000, 2004, 2008, 2012 років.
Чемпіон світу з плавання на короткій воді 2000 року, призер 2002, 2004, 2006, 2008 років.
Чемпіон Європи з водних видів спорту 2008 року, призер 2000, 2002, 2004, 2006, 2010, 2012 років.
Чемпіон Європи з плавання на короткій воді 1999, 2000, 2001, 2002, 2006, 2007 років, призер 2003 року.